# Plàttsovka
Plàttsovka (en rus: Платцовка) és un poble (un possiólok) de l'óblast de Saràtov, a Rússia, segons el cens del 2010 tenia 3 habitants. Pertany al districte municipal de Rtísxevo.